# Francis Kelsey
Francis Willey Kelsey (Ogden, 23 maggio 1858 – Ann Arbor, 14 maggio 1927) è stato un archeologo, latinista e antichista statunitense che guidò la prima spedizione nel Vicino Oriente organizzata dall'Università del Michigan.
Le sue scoperte papiracee e la collezione di antichità che acquistò per l'università lo resero celebre non solo all'interno della facoltà dell'Università del Michigan ma in tutto il mondo. Originario dello stato di New York, insegnò dapprima alla Lake Forest University, in Illinois, e infine giunse all'Università del Michigan. Fu segretario dell'Archaeological Institute of America, vicepresidente, e poi presidente, dell'American Philological Association.

## Biografia

### Infanzia
Francis Kelsey nacque a Ogden, New York, città situata nella Contea di Monroe, il 23 maggio 1858. Fu il quarto figlio di Henry Kelsey e Olive Trowbridge Kelsey. Prese il nome dalla sua nonna materna. Il padre di Francis, Henry, voleva dedicarsi alla carriera medica. Con questo obiettivo, spese almeno dieci anni della sua vita. Per pagarsi gli studi insegnava alla scuola e, di sera, dava lezioni di canto. All'età di 28 anni, quando ormai poteva permettersi il praticantato presso uno studio medico, comprese che la sua mancanza di conoscenza del greco e del latino avrebbe reso i suoi studi ancora più lunghi. La lingua greca e latina erano ancora fondamentali nel campo medico al tempo e questo scoraggiò Henry, che, lasciata la medicina, comprò una fattoria vicino alla casa dei suoi genitori, a Stony Point. Sposò nel 1842 Olive Cornelia Trowbridge, sorella dello scrittore antischiavista John Townsend Trowbridge, amico di Mark Twain. I Kelsey abitarono nella fattoria finché, quando Francis aveva due anni, si trasferirono in una più grande a Churchville. Francis frequentò la scuola nella città, ma per frequentare anche la secondaria doveva raggiungere la Lackport Union School, a quasi cento chilometri di distanza. Si iscrisse a 15 anni e, poiché la scuola era molto distante, è probabile che frequentasse da collegiale. Finito il liceo, andò all'Università di Rochester, dove frequentò il corso di studi classici e vinse numerosi premi, fra cui il premio di latino riservato agli studenti del secondo anno e quello di greco per gli studenti del terzo. Benché non ci siano dubbi sul fatto che Kelsey fosse molto studioso, questo non vuol dire che tutto il suo tempo universitario lo trascorresse in biblioteca. Ogni tanto si divertiva a fare qualche scherzo, finì ad un certo punto per installare un laboratorio nella sua pensione, per costruire bombe puzzolenti da lanciare a qualche occasionale ospite non gradito. Si laureò nel 1880 e fu scelto per tenere il discorso di fine anno.

### Carriera

#### Lake Forest University
Dopo la laurea fu nominato professore di lettere classiche alla Lake Forest University a Lake Forest, Illinois, un nuovo college alla periferia nord di Chicago che doveva essere il rivale della Northwestern University a Evanston. Il tempo trascorso a Lake Forest permise a Kelsey di scoprire il suo desiderio di migliorare le sue abilità di insegnante di lettere classiche e di sviluppare la sua professionalità. Nei primi due anni scrisse articoli sul suo modo di guardare ai classici per il giornale del college chiamato Lake Forest College Review e infine ne divenne il direttore. Il giornale era finanziato soprattutto dal precedente editore e quindi, nel giro di un anno dalla presidenza di Kelsey, dovette chiudere.
Kelsey cercava costantemente di migliorare le sue conoscenze e il proprio modo di insegnare. Durante il periodo trascorso alla Lake Forest University visitò l'Europa per imparare di più sull'archeologia. Per prima cosa visità l'Italia, in particolare Pompei, ma visitò anche alcune università tedesche. Frequentò l'Università di Lipsia nel 1884 per allargare le sue conoscenze sull'archeologia classica, ma non arrivò a laurearsi. A quel tempo, diversi studiosi americani si rivolgevano all'Europa per la propria formazione di alto livello. Tuttavia Kelsey presto venne deluso dal modo in cui si insegnava a Lipsia. Nel 1885 tornò nell'Europa meridionale e visitò l'Italia, la Grecia e l'Asia Minore, scoprendo diversi modi di insegnare le materie classiche. A Lake Forest Kelsey cominciò anche la sua carriera da autore di libri di testo. Mentre già esistevano numerosi libri sulla grammatica e sulla sintassi latina, i suoi libri cercarono di dare un contesto reale a quello di cui si stava parlando, in modo tale che le persone imparassero non solo la lingua, ma anche la cultura. La quantità di dettagli che vi mise dentro era senza precedenti e si fece notare tra gli studenti quando uno dei suoi libri di testo, il De Bello Gallico di Cesare, ebbe 21 differenti edizioni durante la vita dell'autore e può essere acquistato tuttora. Uno scontro sul ruolo della ricerca e dell'insegnamento a Lake Forest portò all'allontanamento di Kelsey e di altri membri della facoltà. Dopo la guerra civile americana, gli Stati Uniti videro un aumento di interesse verso il modello tedesco di formazione universitaria che includeva la ricerca e la creazione di dottorati. Agganci politici portarono uomini influenti della Lake Forest University ad esercitare la loro influenza contro il modello tedesco. La Rivolta di Haymarket a Chicago, la città più vicina alla Lake Forest University, cominciò per mano di lavoratori che sentivano di non essere trattati con sufficiente giustizia dai propri datori di lavoro. Molti operai erano di origine tedesca, il che causò una profonda spaccatura con le élite presbiteriane inglesi e scozzesi.
Questo portò problemi a Lake Forest, dove la facoltà voleva che l'università si volgesse al modello tedesco, mentre i membri del consiglio di amministrazione con i finanziamenti non volevano avere niente a che fare con nulla che fosse associato alla Germania, incluso il modello universitario. Kelsey non si schierò né da una parte né dall'altra, era d'accordo con aspetti di entrambe le posizioni, riconobbe l'importanza dei corsi scientifici, ma il suo cuore era per gli studi classici e sostenne posizioni che li consideravano una priorità assoluta. Le sue idee lo portarono ad appoggiare il rettore della sua alma mater, l'Università di Rochester, e per i suoi scritti sull'istruzione universitaria ricevette un dottorato in filologia. Infine egli e altri professori abbandonarono Lake Forest per altre istituzioni che si mostrassero interessate allo sviluppo di un'istruzione più completa. Kelsey trascorse otto anni a Lake Forest, periodo che si rivelò essere di grande crescita.